# Prêmio Literário Internacional IMPAC de Dublin
O Prêmio Literário Internacional IMPAC de Dublin (em irlandês:  Duais Liteartha Idirnáisiúnta Bhaile Átha Chliath) é um prêmio literário internacional premiado anualmente para uma novela escrita em inglês ou traduzida para o inglês. Visa promover a excelência na literatura mundial e é patrocinado unicamente pela cidade de Dublin, na Irlanda. Com um valor de 100 mil euros, é um dos maiores prêmios literários do mundo. Se o livro vencedor for uma tradução (como foi nove vezes), o prêmio é dividido entre o escritor e o tradutor, sendo que o escritor recebe 75 mil euros, enquanto o tradutor recebe 25 mil euros.
As candidaturas são enviadas por bibliotecas públicas em todo o mundo - mais de 400 sistemas de bibliotecas em 177 países em todo o mundo são convidados a nomear livros por ano - dos quais a lista restrita e o eventual vencedor são selecionados por um painel internacional de juízes (que muda a cada ano). O vencedor mais recente do prêmio é José Eduardo Agualusa pela obra Teoria Geral do Esquecimento, traduzida como A General Theory of Oblivion.

## Vencedores

### Vencedores e nomeados
| Ano  | Imagem | Vencedor              | Idioma     | Obra                                                                         | Finalistas |
| ---- | ------ | --------------------- | ---------- | ---------------------------------------------------------------------------- | --- |
| 1996 |        | David Malouf          | Inglês     | Remembering Babylon                                                          | - John Banville – Ghosts - V. S. Naipaul – A Way in the World - Cees Nooteboom – The Following Story - Connie Palmen – The Laws - José Saramago – The Gospel According to Jesus Christ - Jane Urquhart – Away |
| 1997 |        | Javier Marías         | Espanhol   | A Heart So White (traduzido por Margaret Jull Costa)                         | - Sherman Alexie – Reservation Blues - Rohinton Mistry – A Fine Balance - Dương Thu Hương – Novel Without a Name - Antonio Tabucchi – Pereira Maintains - Lars Gustafsson – A Tiler's Afternoon - A. J. Verdelle – The Good Negress - Alan Warner – Morvern Callar |
| 1998 |        | Herta Müller          | Alemão     | The Land of Green Plums (traduzido por Michael Hofmann)                      | - Margaret Atwood – Alias Grace - André Brink – Imaginings of Sand - David Dabydeen – The Counting House - David Foster – The Glade Within the Grove - Jamaica Kincaid – Autobiography of my Mother - Earl Lovelace – Salt - Lawrence Norfolk – The Pope's Rhinoceros - Graham Swift – Last Orders - Guy Vanderhaeghe – The Englishman's Boy |
| 1999 |        | Andrew Miller         | Inglês     | Ingenious Pain Predefinição:Double dagger                                    | - Jim Crace – Quarantine - Don DeLillo – Underworld - Francisco Goldman – The Ordinary Seaman - Ian McEwan – Enduring Love - Haruki Murakami – The Wind-Up Bird Chronicle - Cynthia Ozick – The Puttermesser Papers - Bernhard Schlink – The Reader |
| 2000 |        | Nicola Barker         | Inglês     | Wide Open                                                                    | - Michael Cunningham – The Hours - Jackie Kay – Trumpet - Colum McCann – This Side of Brightness - Alice McDermott – Charming Billy - Toni Morrison – Paradise - Philip Roth – I Married a Communist |
| 2001 |        | Alistair MacLeod      | Inglês     | No Great Mischief                                                            | - Margaret Cezair-Thompson – The True History of Paradise - Silvia Molina – The Love You Promised Me - Andrew O'Hagan – Our Fathers - Victor Pelevin – Buddha's Little Finger - Colm Tóibín – The Blackwater Lightship |
| 2002 |        | Michel Houellebecq    | Francês    | Atomised/The Elementary Particles (aka Atomised) (traduzido por Frank Wynne) | - Peter Carey – True History of the Kelly Gang - Margaret Atwood – The Blind Assassin - Michael Collins – The Keepers of Truth - Helen DeWitt – The Last Samurai - Carlos Fuentes – The Years with Laura Diaz - Antoni Libera – Madame |
| 2003 |        | Orhan Pamuk           | Turco      | My Name Is Red (traduzido por Erdağ Göknar)                                  | - Dennis Bock – The Ash Garden - Achmat Dangor – Bitter Fruit - Per Olov Enquist – The Visit of the Royal Physician - Jonathan Franzen – The Corrections - Lídia Jorge – The Migrant Painter of Birds - John McGahern – That They May Face the Rising Sun - Ann Patchett – Bel Canto |
| 2004 |        | Tahar Ben Jelloun     | Francês    | This Blinding Absence of Light (traduzido por Linda Coverdale)               | - Paul Auster – The Book of Illusions - William Boyd – Any Human Heart - Sandra Cisneros – Caramelo - Jeffrey Eugenides – Middlesex - Maggie Gee – The White Family - Amin Maalouf – Balthasar's Odyssey (traduzido do francês por Barbara Bray) - Rohinton Mistry – Family Matters - Atiq Rahimi – Earth and Ashes (traduzido do persa por Erdağ Göknar) - Olga Tokarczuk – House of Day, House of Night (traduzido do polonês por Antonia Lloyd-Jones) |
| 2005 |        | Edward P. Jones       | Inglês     | The Known World                                                              | - Diane Awerbuck – Gardening at Night - Lars Saabye Christensen – The Half Brother (traduzido do norueguês por Kenneth Steven) - Damon Galgut – The Good Doctor - Douglas Glover – Elle - Arnon Grunberg – Phantom Pain (traduzido do neerlandês por Sam Garrett) - Shirley Hazzard – The Great Fire - Christoph Hein – Willenbrock (traduzido do alemão por Philip Boehm) - Frances Itani – Deafening - Jonathan Lethem – The Fortress of Solitude |
| 2006 |        | Colm Tóibín           | Inglês     | The Master                                                                   | - Chris Abani – GraceLand - Nadeem Aslam – Maps for Lost Lovers - Ronan Bennett – Havoc in Its Third Year - Jonathan Coe – The Closed Circle - Jens Christian Grøndahl – An Altered Light (traduzido do dinamarquês por Anne Born) - Vyvyane Loh – Breaking the Tongue - Margaret Mazzantini – Don't Move (traduzido do italiano por John Cullen) - Yasmina Khadra – The Swallows of Kabul (traduzido do francês por John Cullen) - Thomas Wharton – The Logogryph |
| 2007 |        | Per Petterson         | Norueguês  | Out Stealing Horses (traduzido por Anne Born)                                | - Julian Barnes – Arthur & George - Sebastian Barry – A Long Long Way - J. M. Coetzee – Slow Man - Jonathan Safran Foer – Extremely Loud and Incredibly Close - Peter Hobbs – The Short Day Dying - Cormac McCarthy – No Country for Old Men - Salman Rushdie – Shalimar the Clown |
| 2008 |        | Rawi Hage             | Inglês     | De Niro's Game Predefinição:Double dagger                                    | - Javier Cercas – The Speed of Light (traduzido do espanhol por Anne McLean) - Yasmine Gooneratne – The Sweet & Simple Kind - Gail Jones – Dreams of Speaking - Sayed Kashua – Let It Be Morning (traduzido do hebreu por Miriam Shlesinger) - Yasmina Khadra – The Attack (traduzido do francês por John Cullen) - Patrick McCabe – Winterwood - Andrei Makine – The Woman Who Waited (traduzido do francês por Geoffrey Strachan) |
| 2009 |        | Michael Thomas        | Inglês     | Man Gone Down Predefinição:Double dagger                                     | - Junot Díaz – The Brief Wondrous Life of Oscar Wao - Jean Echenoz – Ravel (traduzido do francês por Linda Coverdale) - Mohsin Hamid – The Reluctant Fundamentalist - Travis Holland – The Archivist's Story - Roy Jacobsen – The Burnt-Out Town of Miracles (traduzido do norueguês por Don Shaw e Don Bartlett) - David Leavitt – The Indian Clerk - Indra Sinha – Animal's People |
| 2010 |        | Gerbrand Bakker       | Neerlandês | The Twin (traduzido por David Colmer)                                        | - Muriel Barbery – The Elegance of the Hedgehog (traduzido do francês por Alison Anderson) - Robert Edric – In Zodiac Light - Christoph Hein – Settlement (traduzido do alemão por Philip Boehm) - Zoë Heller – The Believers - Joseph O'Neill – Netherland - Ross Raisin – God's Own Country - Marilynne Robinson – Home |
| 2011 |        | Colum McCann          | Inglês     | Let the Great World Spin                                                     | - Michael Crummey – Galore - Barbara Kingsolver – The Lacuna - Yiyun Li – The Vagrants - David Malouf – Ransom - Joyce Carol Oates – Little Bird of Heaven - Craig Silvey – Jasper Jones - Colm Tóibín – Brooklyn - William Trevor – Love and Summer - Evie Wyld – After the Fire, A Still Small Voice |
| 2012 |        | Jon McGregor          | Inglês     | Even the Dogs                                                                | - Jon Bauer – Rocks in the Belly - David Bergen – The Matter with Morris - Jennifer Egan – A Visit From the Goon Squad - Aminatta Forna – The Memory of Love - Karl Marlantes – Matterhorn - Tim Pears – Landed - Yishai Sarid – Limassol - Cristovão Tezza – The Eternal Son - Willy Vlautin – Lean on Pete |
| 2013 |        | Kevin Barry           | Inglês     | City of Bohane                                                               | - Michel Houellebecq – The Map and the Territory - Andrew Miller – Pure - Haruki Murakami – 1Q84 - Julie Otsuka – The Buddha in the Attic - Arthur Phillips – The Tragedy of Arthur - Karen Russell – Swamplandia! - Sjón – From the Mouth of the Whale - Kjersti Annesdatter Skomsvold – The Faster I Walk , The Smaller I Am - Tommy Wieringa – Caesarion (traduzido do neerlandês por Sam Garrett) |
| 2014 |        | Juan Gabriel Vásquez  | Espanhol   | The Sound of Things Falling (traduzido por Anne McLean)                      | - Gerbrand Bakker – The Detour (traduzido do neerlandês por David Colmer) - Michelle de Kretser – Questions of Travel - Patrick Flanery – Absolution - Karl Ove Knausgård – A Death In The Family (traduzido do norueguês por Don Bartlett) (My Struggle – First Book) - Marie NDiaye – Three Strong Women (traduzido do francês por John Fletcher) - Andres Neuman – Traveller of the Century (traduzido do espanhol por Nick Caistor e Lorenza Garcia) - Tan Twan Eng – The Garden of Evening Mists                                                                 |
| 2015 |        | Jim Crace             | Inglês     | Harvest                                                                      | - Richard Flanagan – The Narrow Road to the Deep North - Hannah Kent – Burial Rites - Bernardo Kucinski – K (traduzido do português por Sue Branford) - Andreï Makine – Brief Loves That Live Forever (traduzido do francês por Geoffrey Strachan) - Colum McCann – TransAtlantic - Mahi Binebine – Horses of God (traduzido por Lulu Norman) - Chimamanda Ngozi Adichie – Americanah - Alice McDermott – Someone - Roxana Robinson – Sparta |
| 2016 |        | Akhil Sharma          | Inglês     | Family Life                                                                  | - Javier Cercas – Outlaws (traduzido por Anne McLean) - Mary Costello – Academy Street - Dave Eggers – Your Fathers, Where Are They? And the Prophets, Do They Live Forever? - Jenny Erpenbeck – The End of Days (traduzido por Susan Bernofsky) - Marlon James – A Brief History of Seven Killings - Michel Laub – Diary of the Fall (traduzido por Margaret Jull Costa) - Scholastique Mukasonga – Our Lady of the Nile (traduzido por Melanie Mauthner) - Jenny Offill – Dept. of Speculation - Marilynne Robinson – Lila                                          |
| 2017 |        | José Eduardo Agualusa | Português  | A General Theory of Oblivion (traduzido por Daniel Hahn)                     | - Mia Couto – Confession of the Lioness (traduzido por David Brookshaw) - Anne Enright – The Green Road - Kim Leine – The Prophets of Eternal Fjord (traduzido por Martin Aitken) - Valeria Luiselli – The Story of My Teeth (traduzido por Christina MacSweeney) - Viet Thanh Nguyen - The Sympathizer - Chinelo Okparanta – Under the Udala Trees - Orhan Pamuk – A Strangeness in My Mind (traduzido por Ekin Oklap) - Robert Seethaler – A Whole Life (traduzido por Charlotte Collins) - Hanya Yanagihara – A Little Life                                        |
| 2018 |        | Mike McCormack        | Irlandês   | Solar Bones                                                                  | - Alina Bronsky – Baba Dunja’s Last Love (traduzido por Tim Mohr) - Yuri Herrera – The Transmigration of Bodies (traduzido por Lisa Dillman) - Roy Jacobsen – The Unseen (traduzido por Don Bartlett e Don Shaw) - Han Kang – Human Acts (traduzido por Deborah Smith) - Eimear McBride - The Lesser Bohemians - Chinelo Okparanta – Under the Udala Trees - Antonio Moresco – Distant Light (traduzido por Richard Dixon) - Marie Ndiaye – Ladivine (traduzido por Jordan Stump) - Yewande Omotoso – The Woman Next Door - Elizabeth Strout - My Name is Lucy Barton |

### Por idioma
| Total | Língua     | Ano                                                                                |
| ----- | ---------- | ---------------------------------------------------------------------------------- |
| 14    | Inglês     | 1996, 1999, 2000, 2001, 2005, 2006, 2008, 2009, 2011, 2012, 2013, 2015, 2016, 2018 |
| 2     | Francês    | 2002, 2004                                                                         |
| 2     | Espanhol   | 1997, 2014                                                                         |
| 1     | Alemão     | 1998                                                                               |
| 1     | Turco      | 2003                                                                               |
| 1     | Norueguês  | 2007                                                                               |
| 1     | Neerlandês | 2010                                                                               |
| 1     | Português  | 2017                                                                               |